# Göran K. Hansson
Göran Knut Hansson, född 2 november 1951 i Lysekils församling, Göteborgs och Bohus län, är en  svensk läkare och professor vid Karolinska Institutet.
Hansson disputerade 1980 vid Göteborgs universitet Han var postdoktoral forskare vid University of Washington i Seattle 1981–1982, professor i cellbiologi vid Göteborgs universitet 1994–1995 och från 1995 professor i experimentell kardiovaskulär forskning vid Karolinska Institutet. År 2008 var Hansson gästprofessor vid Harvard Medical School.
Hanssons forskningsområde gäller samspelet mellan immunsystemet och blodkärlen samt uppkomsten av åderförkalkning, som är en viktig orsak till hjärtinfarkt och stroke. , Han upptäckte 1985 en immunologisk reaktion som orsakar inflammation i blodkärlen och lade fram hypotesen att åderförkalkning är en kronisk inflammation, som utlösts av kolesterolansamling i kärlväggarna. Hans fortsatta forskning har belyst inflammationens roll vid hjärtkärlsjukdomar. Hanssons artikel "Inflammation, atherosclerosis and coronary artery disease" är en av Sveriges mest citerade vetenskapliga artiklar. Hans H-index är 128 (Google Scholar 2024).
Hansson var 2002–2007 ledamot och ordförande i Karolinska Institutets Nobelkommitté samt 2009–2014 dess sekreterare. Han invaldes 2007 som ledamot av Kungliga Vetenskapsakademien och var 1 juli 2015 – 31 december 2021 dess ständige sekreterare. 2011–2022 var Hansson vice ordförande i Nobelstiftelsens styrelse. Han är ledamot av Academia Europaea, ingår i redaktionskommittéerna för flera internationella vetenskapliga tidskrifter och har en rad uppdrag för internationella forskningsorganisationer.
Vid Nobelprisutdelningen 2006 och 2011 höll Hansson presentationstalet av årets pristagare i fysiologi eller medicin. 2024 gav han ut boken I Nobels hemliga tjänst där han berättar om sitt arbete med Nobelpriset under 25 år.
Hansson är son till redaktören Knuth Hansson och hans hustru Elisabeth, född Brännström. Han har två söner. Hustrun sjukgymnasten Margareta Hansson, född Andersson, avled 2024.

## Priser och utmärkelser
- 1992: Fernströmska priset för yngre forskare
- 1999: Werkö-priset för hjärtforskning
- 2003: Eijkman-medaljen från universitetet i Utrecht
- 2007: Anitschkow-priset
- 2007: Invald i Academia Europaea
- 2008: Invald i Kungl. Vetenskapsakademien som ledamot 1545
- 2008: William Harvey-medaljen
- 2008: Distinguished Service Award från amerikanska hjärtförbundet
- 2014: Anthony Cerami-priset
- 2014: hedersdoktor vid Östra Finlands universitet[13]
- 2015: hedersprofessor vid Shandong University i Jinan i Kina
- 2017: Hans Majestät Konungens medalj i guld av 8:e storleken, att bäras på bröstet i Serafimerordens band[14]
- 2022: European Society of Cardiology’s guldmedalj
- 2023: von Höpken-medaljen av Kungl. Vetenskapsakademien
- 2024: Hedersledamot av American Society of Clinical Investigation
- 2024: Hans Majestät Konungens medalj i guld av 12:e storleken, i Serafimerordens band